# George D. Birkmayer
 George D. Birkmayer (* 30. Januar 1941 in Wien; † 28. August 2022 ebenda) war ein Biochemiker, Forscher, Autor und Unternehmer, der für seine Beiträge zur Biochemie, Medizin und insbesondere zur NADH-Therapie bekannt ist. Birkmayer war der Erste, der die Bedeutung des Nicotinamid-Adenin-Dinukleotid-Hydrids (NADH) für die Zellentwicklung und die Energieübertragung für alle Körperfunktionen erkannte. Er war der Autor von über 150 wissenschaftlichen Artikeln auf dem Gebiet von NADH, Krebsdiagnose, Anti-Aging, Neurochemie und Neuropharmakologie im Zusammenhang mit der Parkinson- und Alzheimer-Krankheit.

## Leben
George D. Birkmayer wurde am 30. Januar 1941 in Wien, Österreich geboren. Er promovierte 1968 in Biochemie an der Universität Wien. Von 1970 bis 1973 arbeitete er als Postdoktorand in der Abteilung für Zellbiologie an der Universität München. 1973 übernahm er die Position eines außerordentlichen Professors für Zellbiologie an der Universität München. George D. Birkmayer führte seine Forschungen 1974 bei dem Nobelpreisträger John Michael Bishopin der Abteilung für Mikrobiologie an der University of California in San Francisco fort. Er hielt Gastvorlesungen an Universitäten in New York, Philadelphia und Montreal. 1979 erwarb Birkmayer 1979 seinen Doktortitel an der Universität München.
Im Jahr 1988 wurde er zum Professor für Medizinische Chemie an der Universität Graz, Österreich, ernannt. Bald darauf wurde er zum außerordentlichen Universitätsprofessor ernannt. Während seiner Amtszeit leitete er bis 2003 die Abteilung für Neurochemie am Institut für Medizinische Chemie. Daneben hatte er im Jahr 1980 eine Gastprofessur am Cornell Medical College in New York und im Jahr 1989 am Institute of Basic Medical Sciences an der University of Beijing (China). Im Jahr 1996 war er Gastprofessor an der Abteilung für Onkologie an einer Universität in Guangzhou und an der Ersten Medizinischen Militäruniversität in China. Er war auch Gastprofessor an der Universität von Xi’an in China.
Im Jahr 2000 erhielt Birkmayer den Titel eines Fellow des American College of Nutrition.
Von 2010 bis 2012 war Birkmayer Direktor am Institut für biophysikalische Medizin (IFBM) in Dubai (VAE).
Birkmayer verstarb am 28. August 2022 in Wien.

## Forschung

### NADH
George D. Birkmayers Forschungsschwerpunkte lagen im Bereich des Nicotinamid-Adenin-Dinukleotid-Hydrids (NADH). Seine Beiträge konzentrieren sich auf seine Arbeit über NADH und sein Potenzial, medizinische Interventionen zu verändern. In den 1980er Jahren begann er mit der Erforschung von NADH, einer Coenzym-1-Form von Vitamin B3, die am zellulären Energiestoffwechsel beteiligt ist. Er konzentrierte sich auf die Untersuchung der möglichen Anwendungen von NADH bei der Behandlung neurologischer Erkrankungen.
Der Durchbruch in der Forschung von George D. Birkmayer kam, als er die positiven Auswirkungen von NADH auf die Parkinson-Krankheit entdeckte. Er entdeckte, dass NADH eine wichtige Rolle bei der Energieproduktion in den Zellen des Gehirns spielen kann und dazu beitragen kann, den Verlust der Dopamin produzierenden Zellen zu verlangsamen. Diese Erkenntnisse bildeten die Grundlage für seine spätere Arbeit zur Entwicklung NADH-haltiger Präparate.
Als medizinischer Leiter des Birkmayer-Instituts für Parkinson-Therapie setzte Birkmayer sein Wissen ein, um die biochemischen Zusammenhänge zwischen Parkinson und NADH zu entdecken. Er entwickelte Behandlungen, und seine Ergebnisse wurden in vielen Studien von Wissenschaftlern und Medizinern veröffentlicht, darunter Prof. Zhang, der zum weiteren Verständnis der positiven therapeutischen Wirkungen von NADH beitrug.
Birkmayer hat seine Erkenntnisse in dem Buch NADH – The Biological Hydrogen (The Secret of our Life Energy), in zahlreichen Studien und Publikationen zusammengefasst und veröffentlicht und eine große Anzahl von Patenten angemeldet, darunter:
- Stabile, einnehmbare und resorbierbare NADH- und NADPH-Therapeutika (registriert in USA, EU & CN)[23]
- Enzymbasierter Nachweis zur Bestimmung der Auswirkungen exogener und endogener Faktoren auf die zelluläre Energie (registriert in USA & EU)[24]
- NADH- und NADPH-Therapeutika zur nasalen, sublingualen, rektalen und dermalen Verabreichung (registriert in den USA)[25]
- NADH- und NADPH-Pharmazeutika zur Behandlung des chronischen Müdigkeitssyndroms (registriert in den USA)[26]
- NADH- und NADPH-Pharmazeutika zur Behandlung von Bluthochdruck (registriert in den USA)[27]
- Verfahren zur Behandlung der Symptome von Alzheimer mit NADH und NADPH (registriert in den USA)[28]

Neben der Entdeckung der therapeutischen Wirkung von NADH war sein wissenschaftlicher Durchbruch die Entwicklung der ersten stabilisierten, oral absorbierbaren Form von NADH im Jahr 1993. Seine Entdeckung, die 1994 durch weltweite Patente bestätigt wurde, machte NADH als Nahrungsergänzungsmittel für die breite Öffentlichkeit zugänglich.

### Tumormarker
George D. Birkmayer beschäftigte sich auch mit der Krebsforschung, insbesondere mit der Rolle von Tumormarkern. Sein Labor war eines der ersten, das in den 1980er Jahren Tumormarker-Tests anbot. Von 1984 bis 2005 war er Generalsekretär der International Academy of Tumor Marker Oncology (IATMO) und wurde anschließend zu ihrem Präsidenten ernannt. Birkmayer veröffentlichte Bücher über seine onkologischen Forschungen, darunter Tumorbiologie im Jahr 1984, und er war Chefredakteur des Journal of Tumor Marker Oncology.

### Weitere Forschungsgebiete
Zu Birkmayers weiteren Forschungsgebieten gehören Neurologie, Neuropharmakologie und Neurochemie (neue therapeutische Konzepte zur Bekämpfung der Parkinson-Krankheit, der Alzheimer-Krankheit und des Chronischen Fatigue-Syndroms; NADH und andere Coenzyme als Therapeutika für die Parkinson- und Alzheimer-Krankheit; Neurotransmitter-Analyse im Blut und Gehirn von Parkinson-, Alzheimer- und depressiven Patienten; Stimulation der Neurotransmitter-Biosynthese in neuronalen Zellen; Enzymforschung im Gehirn von Alzheimer- und Parkinson-Patienten), Spurenelemente (Blut und Gewebe (in Gehirn und Muskeln), Analyse von Selen, Zink und Molybdän bei Parkinson- und Alzheimer-Patienten; Spurenelementmangel bei Gesunden; Ablagerung toxischer Spurenelemente in menschlichen Organen), Tumormarker und Tumorantigene (Bewertung neuer Tumormarkertests; Qualitätssicherung von Tumormarkertests; Überwachung des Krankheitsverlaufs bei Patienten mit Tumormarkertests; Tumorantigene in menschlichen Melanomen und Gliomen), oxidative Phosphorylierung und Energiestoffwechsel (Cytochrom c-Oxidase und andere Enzyme der Atmungskette; mitochondriale Enzyme und Membranen in gesunden und kranken Zellen; Eisenstoffwechsel in Mitochondrien), Antioxidantien und freie Radikale (antioxidative Wirkung von NADH; NADH als Therapeutikum bei durch freie Radikale verursachten Krankheiten).

## Mitgliedschaften
George D. Birkmayer war Mitglied der New York Academy of Sciences, der International Academy of Tumor Marker Oncology (New York, USA), der Association for Clinical Scientists, der American Association of Clinical Chemistry, der American Association of Cancer Research, des American College of Nutrition, der Academia Nacional de Medicina, Caracas, des Hainan Provincial Institute for Targeting Chronic Disease Intervention and Anti-Aging, des Guangdong Institute of Target Tumor Intervention and Prevention, der Deutschen Gesellschaft für Zellbiologie, der Deutschen Krebsgesellschaft, der Deutschen Gesellschaft für Pharmakologie, der Bayerischen Krebsgesellschaft e.V., Österreichische Gesellschaft für klinische Chemie, Österreichische Gesellschaft für Labormedizin, Europäische Organisation für Forschung und Behandlung von Krebs. Er war außerdem Ehrenmitglied der Egyptian Society of Tumor Marker Oncology.

## Unternehmerische Initiative
Birkmayer hatte Partnerschaften mit Merck (Deutschland), Hong Kong Yuan Jian International Group Limited (China), Numico Corp. (Niederlande), Oriental Yeast Corp (Japan), Westward Pharma (USA), Artesan (Deutschland) und anderen.
Von 1983 bis 2005 war er medizinischer und wissenschaftlicher Direktor der Prof. Birkmayer Laboratories in Wien, Österreich, und leitete das Labor des Krankenhauses „Goldenes Kreuz“ in Wien sowie das Labor des „Evangelischen Krankenhauses“.
Er hatte unter anderem die Rolle des Chairman & CEO in Unternehmen wie Menuco Corp. (USA), Birkmayer Pharmaceuticals Inc, New York (USA) und ab 2013 bei Prof. George Birkmayer NADH GmbH. mit Sitz in Wien, Österreich inne. Letztere vertreibt noch heute NADH-Präparate auf Basis seiner patentierten Formulierungen.